# Wilhelm Leber
Pour les articles homonymes, voir Leber.
Wilhelm Leber (né le 20 juillet 1947 à Herford, Westphalie, Allemagne) est un religieux allemand.

## Biographie
Wilhelm Leber a soutenu une thèse de doctorat en mathématiques à l'université de Francfort (sur les concepts de convergence vers des états stables grâce à des opérateurs linéaires), à la suite de quoi il a été employé d'une compagnie d'assurance-vie de Hambourg.
Nommé apôtre-patriarche de l'Église néo-apostolique le 15 mai 2005, il a assuré la fonction de président de l'Église néo-apostolique internationale jusqu'au 19 mai 2013, date à laquelle il a institué son successeur Jean-Luc Schneider.